# 去蔣化

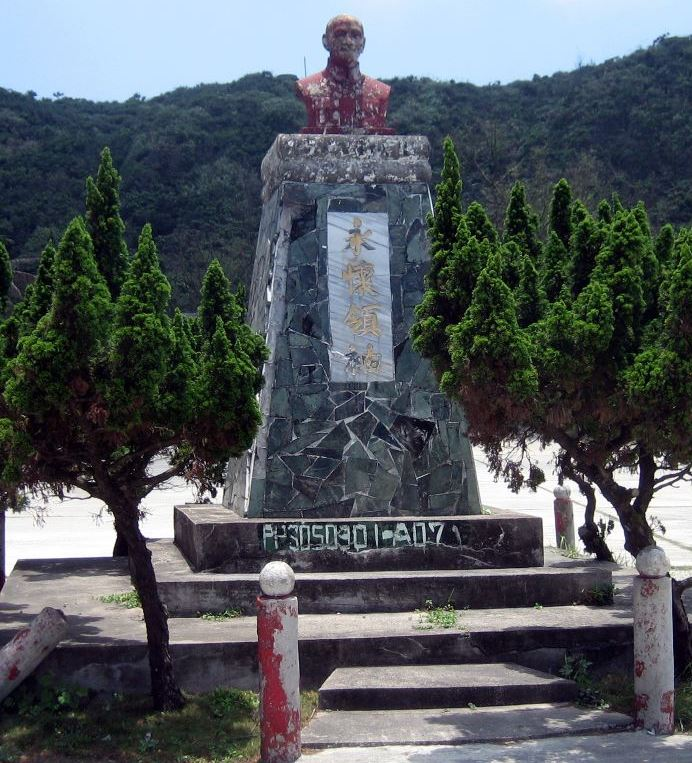
綠島監獄內被噴上紅漆塗汙的蔣中正像

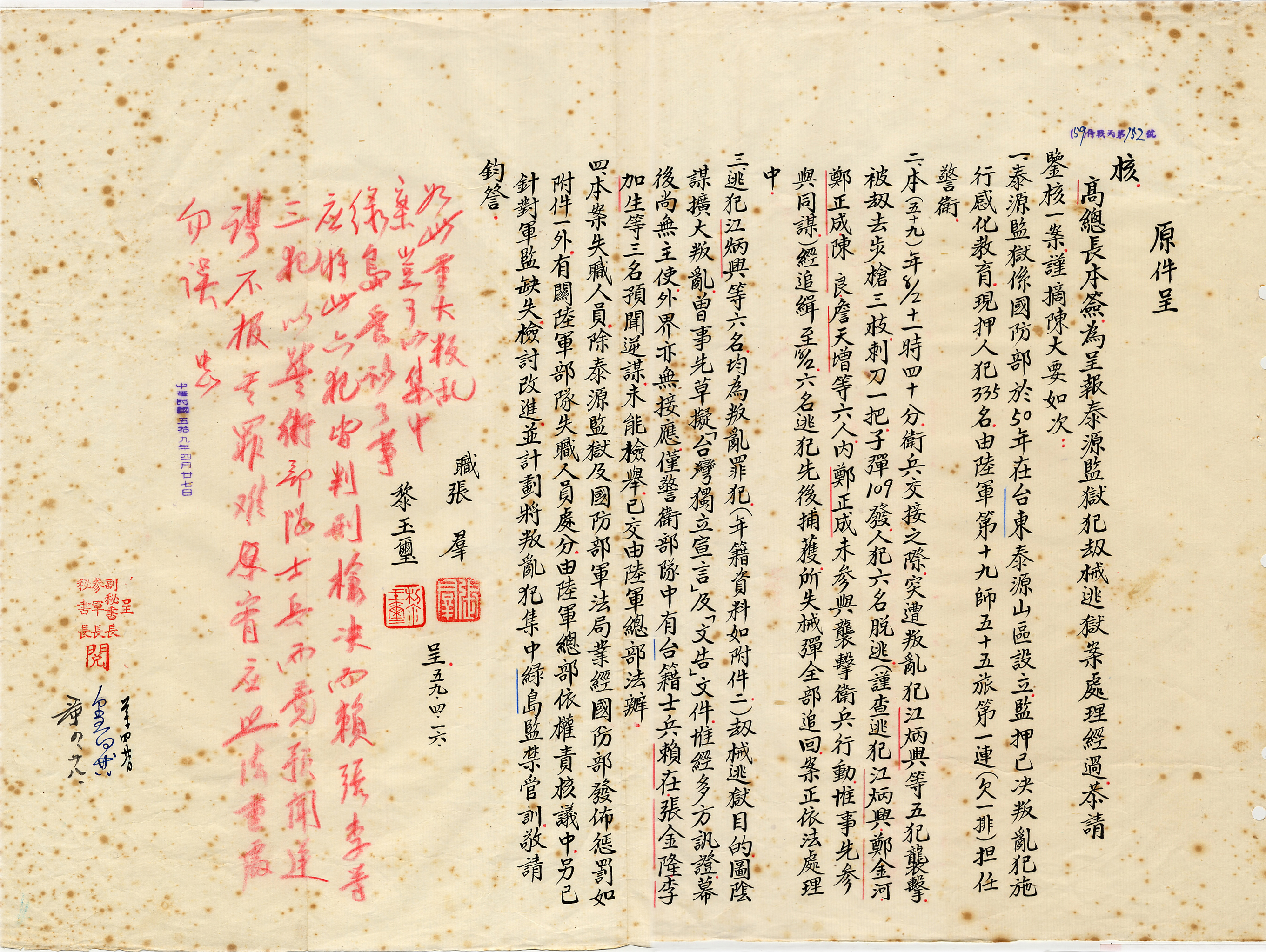
蔣中正就主張臺灣獨立的泰源事件親批紅字：「如此重大叛亂案，豈可以集中綠島管训了事，應將此六犯皆判刑槍決；而賴、張、李等三犯，以警衛部隊士兵，而竟預聞逆謀不報，其罪難宥，應照法重處勿誤。中正 中華民國59年4月27日」

去蔣化是指中華民國政府為消除蔣中正及其子蔣經國的威權象徵而執行的轉型正義等行政措施，被認為主要由民主進步黨等泛綠及台派團體人士倡議及推動。而中國國民黨等泛藍及統派團體人士對其多持保留態度或質疑其目的與正當性。
2007年起，時任民進黨政府為轉型正義而展開一連串舉動，認為蔣中正要為二二八事件及其後屠殺台灣人和後期白色恐怖負責，認為應該去蔣化，進而要求中華民國國軍移除營區蔣氏銅像，以及進一步拆除臺北市中正紀念堂圍牆，「去蔣化」的另一層理由是否定獨裁及威權的執政正當性，等同轉型正義的一環。由於民進黨在第一次執政後期才大力進行去蔣化，两蒋時代的執政黨中國國民黨批評是政治清算，記錄抹煞國民黨在台灣的歷史和貢獻。中國國民黨前主席、中華民國前總統馬英九也曾表示不應以片面之詞來對蔣氏父子進行批判，並指出蔣中正總統對台灣有「光復台灣、保衛台灣、建設台灣」的功勞。並認為其「功過皆有，我認為他功大於過。」
去蔣化之行政措施發生在臺灣2000年民進黨首次贏得中央政府的執政權之後。主要針對蔣中正，可能原因在於蔣中正執政時期的中華民國政府，對二二八事件等等的人權迫害事證較為明確；雖然蔣經國的影響痕跡也在改變之列，但是蔣經國的人權迫害事證較少被提及，行政院院長任期內推動十大建設，總統任期內解除戒嚴，評價較其父為佳。另外，蔣經國去世後，時任政府較少於公共場合建立塑造蔣經國銅像，因此涉及的範圍較其父為小。
中國共產黨在1949年建立中華人民共和國統治中國大陸後，也藉「以蔣介石為首的國民黨反動派曾經迫害人民」之理由實施過類似去蔣化的行動，措施包括將中國城市內的中正路全部更名，借以废除对蒋中正的个人崇拜。不過，出於两岸问题上的立场差异，中華人民共和國政府批評民進黨在臺灣的去蔣化，称其在一定程度上帶有「去中國化」的色彩。

## 背景
在台灣於1987年解嚴前，當時的政府將蔣中正奉作「民族英雄」、「民族救星」，並大力宣揚蔣的政績與成就，實行黨國體制的個人崇拜，例如在蔣中正過世後於1975年頒布「塑建總統　蔣公銅像注意事項」，塑造蔣中正銅像須具有慈祥容貌及正面形象，即使在解嚴後，國民黨相關人員仍認為蔣中正代表國民黨和中華民國有著卓越的貢獻；民進黨方面則是對蔣進行批判，民進黨的價值觀包含要針對蔣家及國民黨的統治象徵進行變更並廣為宣傳其統治罪行。2000年總統大選，民進黨獲得執政權，此運動繼續推行；到2008年因國民黨重獲執政權而稍緩，到2016年第三度政黨輪替、民進黨的蔡英文政府再獲執政權，2017年促進轉型正義條例三讀通過，明訂蔣中正及蔣經國等威權時期統治者之象徵應移除、改名或以其他方式處理。

## 具體行動

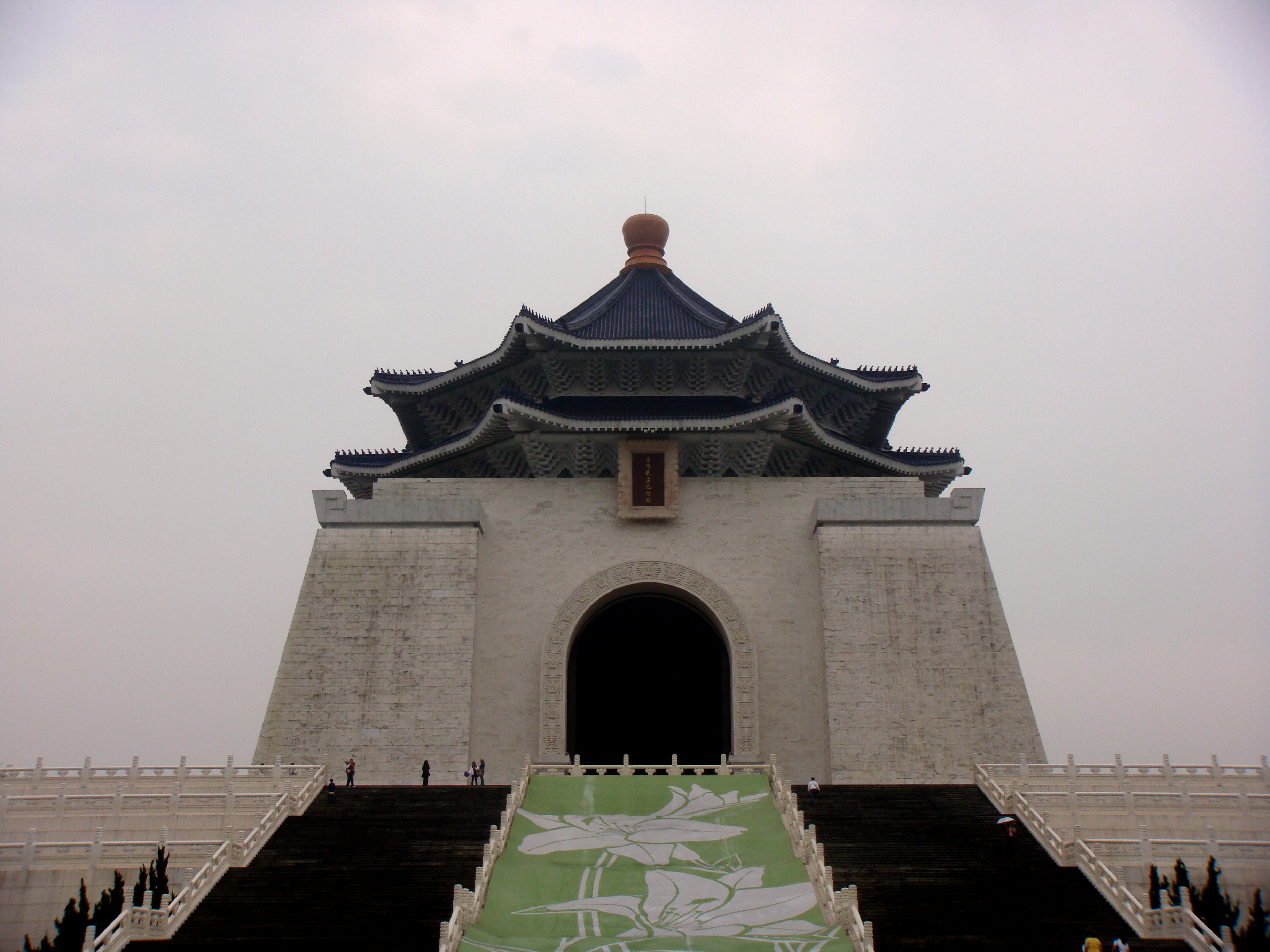
中正紀念堂曾經被更名為台灣民主紀念館，後恢復原名。

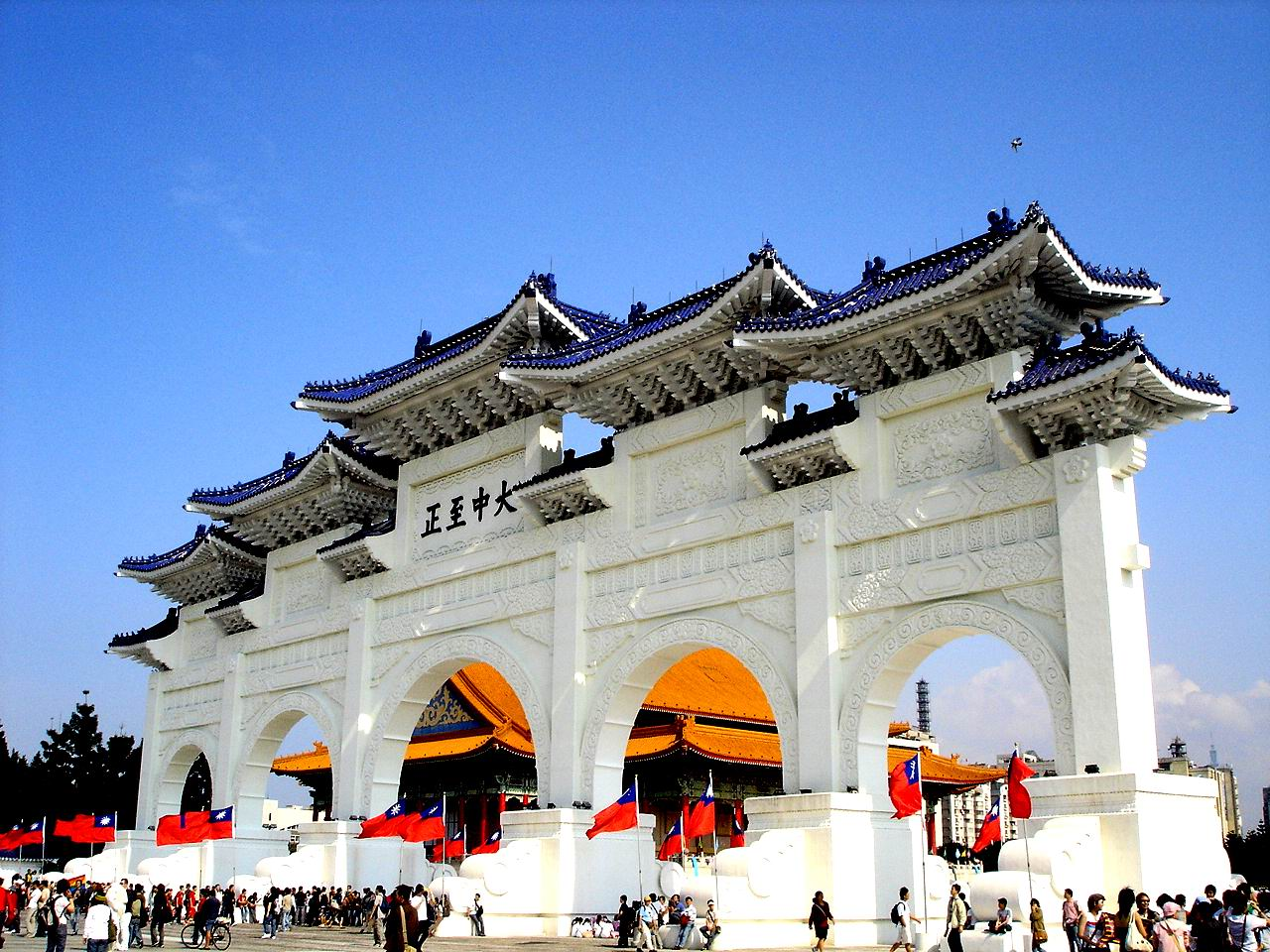
中正紀念堂牌樓，其牌匾原題「大中至正」四字，在2007年12月被陳水扁政府以「自由廣場」取代至今。

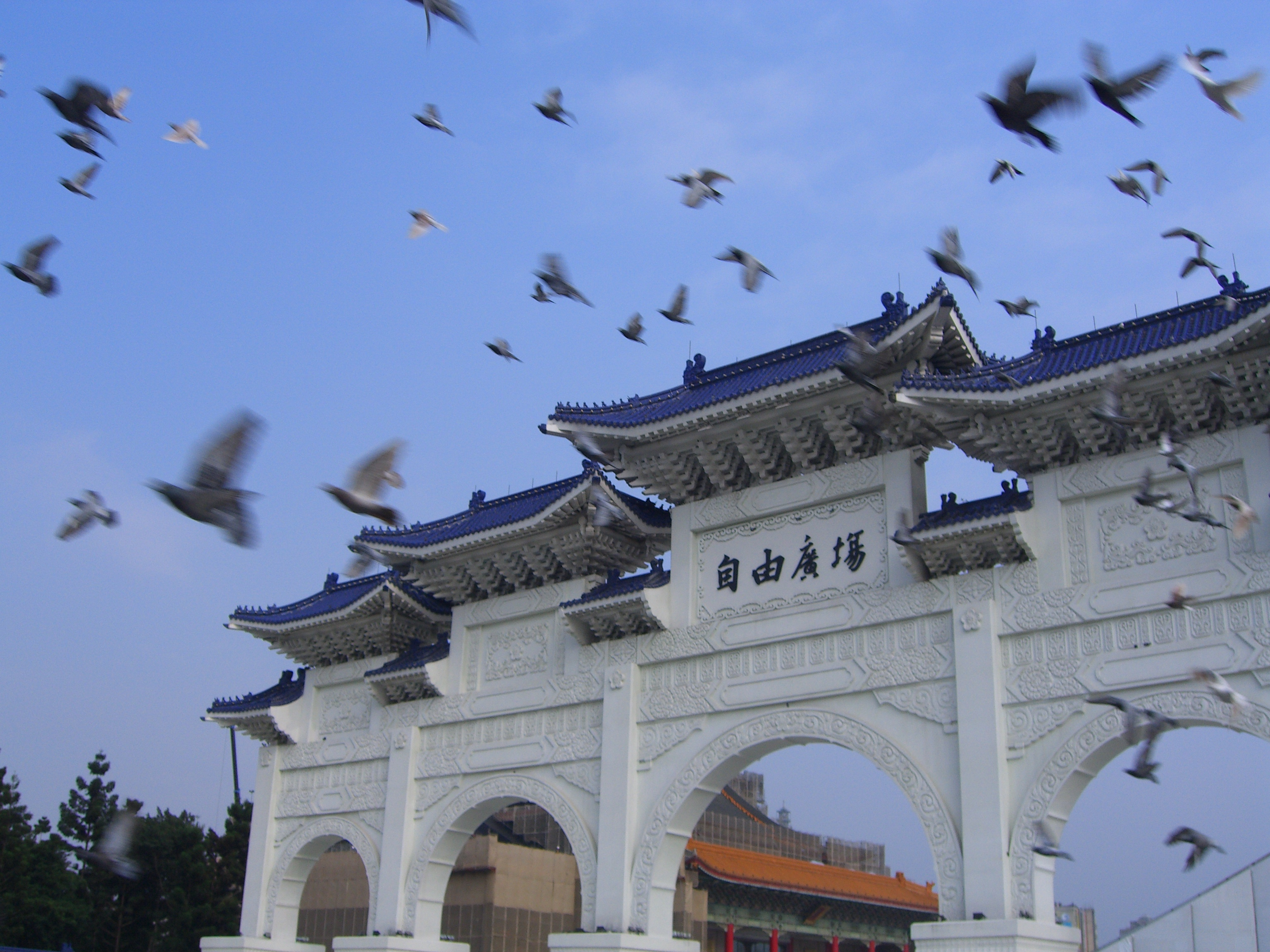
自由廣場

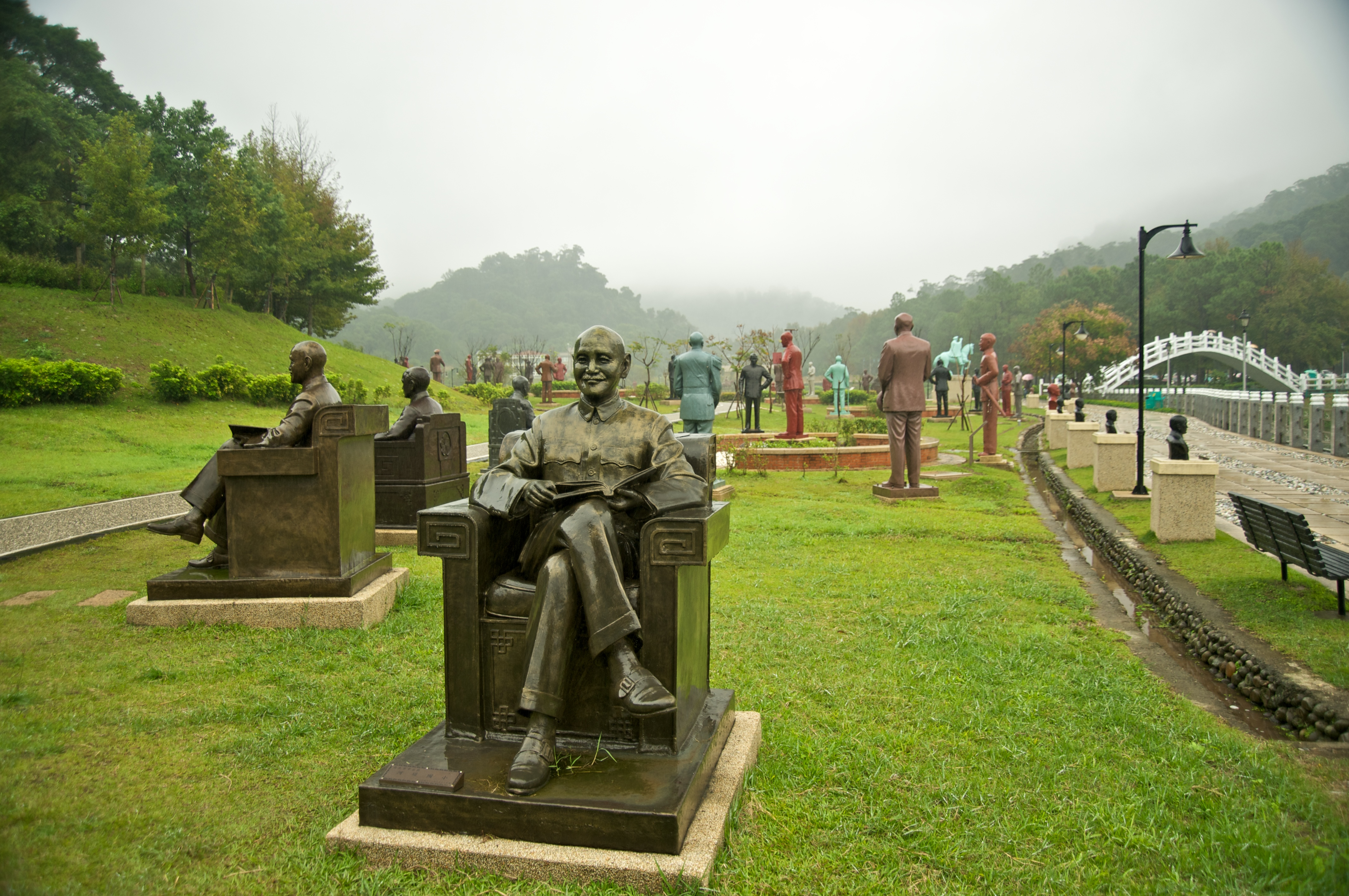
慈湖紀念雕塑公園内安置了大量台灣各地因去蔣化而移放的蔣中正銅像。

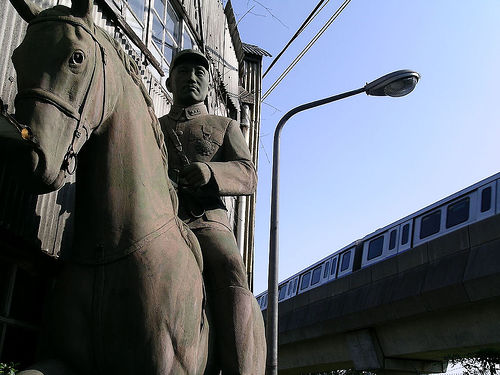
位於台北市街角的一座蔣中正銅像

### 设施更名
- 總統府廳舍前身為日治時期的臺灣總督府，於1946年因應蔣中正六十華誕，各界捐款修復並命名為「介壽館」（蔣中正字介石），1949年中華民國總統府遷至介壽館辦公，2006年3月25日時任總統陳水扁將介壽館牌匾改為「總統府」。
- 陳水扁在臺北市市長任內（1994－1998），將總統府前的「介壽路」於1996年3月21日更名為「凱達格蘭大道」。不过臺北市政府警察局中正第一分局在凱達格蘭大道旁的派出所仍名「介壽派出所」。
- 2006年9月6日中正國際機場更名為「臺灣桃園國際機場」，但該機場的IATA代碼仍維持TPE不變，且所有IATA文件及正式名稱維持原有「中正國際機場」的稱呼。
- 2007年3月2日中正紀念堂改名為「國立臺灣民主紀念館」：當時主掌中正紀念堂的主管機關教育部部長杜正勝依《國立臺灣民主紀念館組織規程》移除正面牌樓上「大中至正」匾額，改懸「自由廣場」。當時臺北市長郝龍斌則反對杜正勝的政策，堅持臺北捷運中正紀念堂站不隨扁政府政策改名。2008年馬英九成為總統後，同年8月21日行政院正式通過廢止《國立臺灣民主紀念館組織規程》，並於同日回復國立中正紀念堂管理處的組織編制。「中正紀念堂」牌匾已在2009年7月20日重新懸掛，而「自由廣場」牌匾保留。
- 2016年8月22日，高雄市政府將美濃區的中正湖改名為美濃湖[6]。
- 2023年3月8日，台南市市區的湯德章圓環的中正路到忠義路口更名為湯德章大道。

### 廢除紀念
- 陳水扁政府於2007年12月24日將慈湖陵寢、頭寮陵寢及中正紀念堂的三軍儀隊駐守裁撤。2008年國民黨重新執政後，上述地點的三軍儀隊恢復編制。[7]
- 2007年8月29日內政部廢除「蔣公誕辰紀念日」（10月31日）與「蔣公逝世紀念日」（4月5日）放假：「蔣公誕辰紀念日」在民進黨執政前，就因為推動週末二日假期政策而改為只紀念而不放假；而「蔣公逝世紀念日」的廢除也沒有影響原本的清明節假期。
- 早年台灣教科書中凡提到孫中山與蔣中正姓名需挪抬以示尊敬，如「先總統　蔣公」這樣的表示方式，現已廢止。
- 以往台灣依據「機關學校團體懸掛國旗國父遺像先總統　蔣公遺像 蔣故總統經國先生遺像暨元首玉照辦法」，各地中小學的教室中，前方會掛著孙中山遺像，後方則須掛著蔣中正遺像，此一規定於2002年7月1日廢止[8]。依現行「國旗國父遺像及元首玉照懸掛要點」規定，各級公立學校禮堂或集會場所懸掛國旗時仍應懸掛國父遺像，各級政府機構亦同[9]。
- 中小學音樂課自1994年後，就停止教唱《蔣公紀念歌》等個人崇拜色彩濃厚的歌曲。[10]
- 2017年3月7日，內政部民政司發函，即日起廢止1975年公布施行的《塑建總統　蔣公銅像注意事項》，以破除神格化崇拜，並落實轉型正義。[11]

### 蔣介石銅像
1975年蔣中正逝世、1988年蔣經國逝世及解嚴後，各地蔣介石先總統銅像的擺設屢屢遭質疑、受民眾污辱破壞或被移走。
2007年3月13日，時任高雄市市長的陳菊配合扁政府去蔣化政策，下令將「中正文化中心」正名為「高雄文化中心」，並將裡面的蔣中正銅像拆解並移走；被高雄市政府拆解的蔣中正銅像後來被時任桃園縣縣長的朱立倫安排於桃園縣大溪鎮（今桃園市大溪區）慈湖的「蔣公紀念公園」重新組裝，並將陈水扁政府下令移走的蔣公銅像遷於該地對外展覽。

#### 大學校園
- 2003年3月，國立中央大學裡的蔣介石坐像，其頭部遭民眾割下，幾週過後連底座都被拆除運走。[14]
- 2012年1月，國立中山大學內的蔣中正銅像臉部遭民眾塗鴉成小丑。[15]
- 2012年2月28日，國立成功大學內的蔣中正銅像遭民眾潑紅漆、灑冥紙。[16]事後掀起是否保留該銅像的爭論[17]，反對派並在網路上發起連署要求校方撤除[18]2013年1月9日校方將此銅像低調移進校史室。[19]
- 輔仁大學的蔣中正銅像，1989年《聯合晚報》記者讚揚輔大學生在銅像前簽名，以支持中國大陸民主學潮，並批評反觀台大學生以五四運動之名破壞台大的蔣公銅像[20]。後來，輔大的蔣公銅像遭學生惡搞，屢登上媒體[21]。學生惡搞時也曾遇到教官阻止[22]。如2014年端午節曾被戴上斗笠，還被弄成「連勝六」[21]，同年萬聖夜中美堂旁的蔣公銅像遭到校內學生用符咒、招魂幡、蓮花、超渡文、十字架裝飾、南瓜面具成裝置藝術，並寫上「威權獨裁元兇」等字[23]。同年耶誕節被扮成耶誕老人[24]。2015年，即二二八事件68週年，臉書專頁「無限期支持－全台裝置藝術"蔣"」將輔仁和陽明大學內的蔣公銅像惡作劇，此輔大像被「披麻戴孝」，並且製作二二八亡者牌位，與數百名遇害者的姓名等資料貼於身上，且將冥紙灑得滿地[21]。2016年二二八和平紀念日前夕，輔大學生將銅像扮成蚊子[25]。2017年二二八和平紀念日當日，被民眾持砂輪機、發電機企圖破壞[26]，造成銅像枴杖及左腳部分受損；同年4月29日，銅像移除。[27]

- 2017年1月，中興大學將校內原來的蔣介石銅像移除，改樹立前校長湯惠蓀像。[28]
- 2018年5月8日，台中教育大學將蔣公銅像移至慈湖紀念雕塑公園。
- 2018年7月23日，中山大學依公投結果拆除蔣公銅像。[29]
- 2018年8月10日，政治大學蔣公銅像遷移至華興育幼院。[30]
- 2018年10月2日，臺北市立大學學生在國慶日前夕，對校內的蔣公銅像進行裝置藝術。[31]
- 2019年2月22日2時許，政治大學後山蔣介石騎馬銅像遭人砍斷馬腳。促進轉型正義委員會表示可以理解，但不鼓励此种激烈行为[32]。2月23日凌晨，反台獨人士來到台南市黃昭堂紀念公園，在已故台獨人士黃昭堂雕像上潑紅漆，作為對政大蔣中正銅像破壞的報復[33]。

#### 大學校園以外
- 2007年4月，雲林縣北港鎮的運動公園裡蔣介石銅像，被民眾噴漆損毀。[34]
- 2013年3月24日，嘉義市中正公園內的蔣介石銅像遭「台灣國家聯盟」等多個社團率眾潑油漆汙損[35]。2015年3月3日，市長涂醒哲宣布將此像移置到慈湖紀念雕塑公園。[36]
- 2015年2月底至3月初，全台各地發生多起破壞或汙損蔣銅像事件，創歷年新高紀錄。[37][38][39][40]
- 2015年2月27日，基隆市獅球公園內的蔣介石銅像頭部遭割除，下落不明[41]。
- 2015年2月27日，台北市中正紀念堂的蔣介石銅像遭獨派人士投擲雞蛋和水球汙損。
- 2015年2月28日，臺南市市長賴清德指示將各市立中小學校蔣介石銅像撤除[42]，並於3月21日順利完成。
- 2015年4月1日，高雄橋頭糖廠大門入口處蔣介石石膏像，遭民眾持鐵鎚砸毀。[43]
- 2017年1月14日，基隆碧砂漁港附近的蔣經國銅像被自稱是「實踐正義騎士團」者潑灑紅漆，底座也以白色字體加上「蔣經國是特務頭子，開啟台灣白色恐怖時代……害多少台灣家庭破碎」、「白色恐怖元兇」、「228」、「林宅血案」和「陳文成命案」等文字。[44]
- 經民眾發起訴求「政府不拆，人民自己拆！」的「全台蔣臭頭斬首示眾行動」後，2017年3月6日，新北市萬里區一座水泥蔣介石像頭顱被斧頭砍下、落地摔裂成二半。[45]
- 2017年3月12日，新北市中和區一座蔣介石半身銅像被民眾以菜刀「斬首」，頭部被丟棄路邊地上，執行者於行動後高呼「轉型正義未有結果，天天都是228」。[46]
- 2017年3月29日，署名「台灣建國工程隊」者以竹竿綁菜刀斬斷一位於臺北市內湖區的蔣中正像「首級」後發聲明表示：「我們看不慣這種膜拜偶像似的威權體制，竟然還存在今日...台灣不需要這種政治偶像+景觀垃圾!」[47][48]
- 2017年4月3日，「台灣建國工程隊」再於蔣中正忌日前夕以「made in Taiwan」的菜刀斬除一位於臺北市信義區蔣像頭顱並抨擊把228元凶與殺人魔王神格化的謬誤。[49]
- 在被尊稱為「嘉南大圳之父」的八田與一之銅像遭中華統一促進黨人士破壞後的4月22日，「台灣建國工程隊」斬首位於陽明山上的蔣介石銅像，並潑紅漆、噴上「殺人魔」等黑字，另發聲明強調此次行動是要「以牙還牙，以眼還眼」，聲稱向八田與一獻祭、慰其在天之靈，「你敢砍我一個，我就砍你無數個！」。[50]
- 2017年12月21日台北市中正高中內蔣介石銅像遭人斷頭並噴漆留下「不移除，不改名，就砍頭」，校方對於此事低調回應。[51]
- 2018年2月28日，二二八事件71年，自由台灣黨、FETN蠻番島嶼社成員等十人，於桃園慈湖陵寢開放時間進入參觀，闖入正廳靈堂，拿出預藏紅漆朝蔣介石棺木及牆上遺像潑灑，並拿出布條喊出「去除支那威權，創建台灣共和」。
- 2018年4月9日，基隆市警察局將局內之蔣介石銅像，漏夜搬遷到大溪兩蔣園區。[52]
- 2018年7月20日，台北市中正紀念堂的蔣介石銅像再遭獨派人士毀損潑紅漆汙損。
- 2021年3月3日，基隆火車站前圓環內的蔣中正銅像被拆除[53]。

### 中國大陸
中國大陸的官方與民間（包括媒體）為避免使用蔣中正這個名稱，所以在報導相關中正國際機場的新聞，都用「臺北桃園國際機場」取代。 

## 各界看法

### 民主進步黨
一部分民進黨人認為必須移除對於蔣介石及國民黨崇拜的圖騰。因為在一個民主的國家，自由開放的社會，不應該對於過去的一黨一人有高度的個人崇拜，也就是「造神」的表現，過去的執政黨執政者已在歷史留名，無須再過度尊崇。
民主進步黨內也不乏對蔣中正持有正面看法的人。民進黨籍高雄市議員簡煥宗曾在接受民視新聞台的採訪時表達他對蔣中正的積極看法，並以蔣中正“高風亮節”的做事風格與當時的中國國民黨籍總統候選人韓國瑜進行鮮明對比：「我所認識的蔣公，是外抗強鄰的、以正義之名來保衛台灣的，如果拿韓國瑜與蔣公進行對比的話，我會覺得蔣公會從慈湖陵寢裡氣的跳出來」。

### 中國國民黨
國民黨批評民進黨主導的去蔣化政策實際上是政治清算，全面抹殺國民黨在台灣的歷史和貢獻。支持者，特別是1949年隨中華民國政府遷至台灣的人士，他們隨著政府遷移到台灣，為中華民國政府與國民黨付出與奉獻，並在台灣得以安家立足，因而在情感上文化上對於兩蔣有很強的認同感與歸屬感，而「去蔣」無疑是否定他們的身份認同與歸屬。

### 中国共产党
中共虽在中國大陆實施徹底的去蔣化政策（例如中正路全部更名），借以废除对蒋介石的个人崇拜。然而中共及中華人民共和國媒體對於泛綠的去蔣化政策採取批判態度。
在臺灣实行去蔣化時，中共方面反對「去蔣化」，且定義為「斬斷台灣與中國歷史的聯結，等同推動台灣獨立運動」。

### 蔣家
蒋孝勇之妻蔣方智怡、蔣孝嚴反對去蔣化，蔣萬安則說應該要對蔣中正的功過並陳，蔣友柏則贊成「某種程度去蔣」並贊成「大中至正」匾額改為「自由廣場」。

### 其他
2000年，作家李敖參選總統的政見之一就是拆除「中正紀念堂」，只留下（用於藝文活動的）兩廳院。由於李敖本身是白色恐怖受害者，因此對蔣介石個人評價甚差。他還消遣時任總統陳水扁「沒種」，“中正紀念堂”蓋得像個靈堂，簡直醜死了，為何不直接將中正紀念堂炸掉。
2007年8月24日，政治評論員胡忠信說，蒋介石是20世纪最具争议性的政治人物，历史家对他的两极化评论，并不因他已过世32年而终止。陈水扁的“去蒋化”议题，如同文化大革命中的“批孔運動”，蒋介石如同孔子又活生生地回到人间，不但介入了现实生活，也成为媒体争论不休的选举话题。

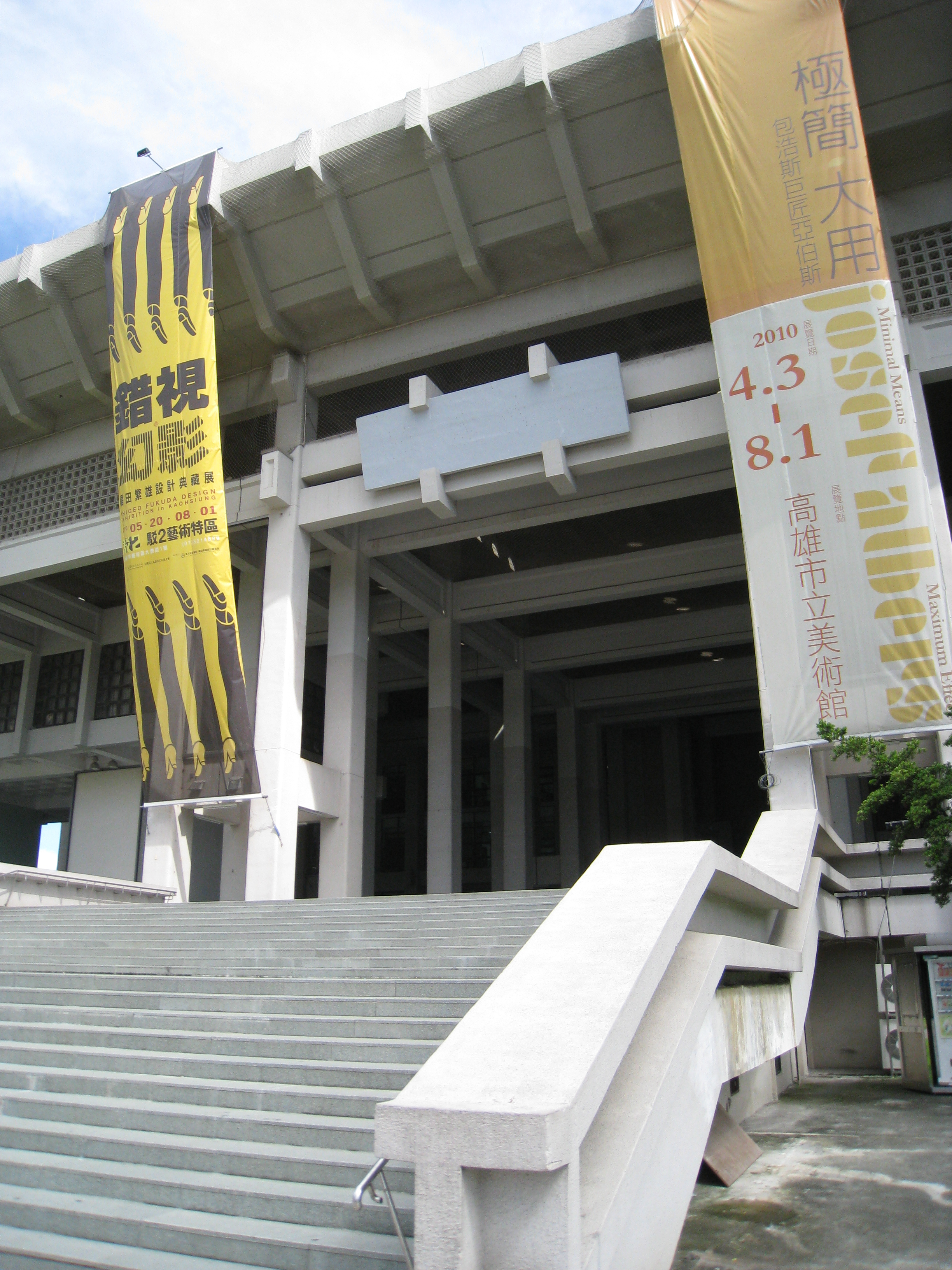
高雄市文化中心去除了蔣介石銅像與「永懷領袖」的匾額

蔣中正在歷史上的是非功過具有相當大的爭議，因此在台灣，去蔣引起藍綠陣營较大不同的反應。
泛綠陣營強調兩蔣歷史上的過失，並認為台灣今日的發展成就，美國、日本貢獻比兩蔣大。泛綠認為此一運動為台灣民主政治發展的一部分，是台灣民主發展的結果。去蔣化本質與去共產化、去納粹化相近（納粹對於德國經濟發展也有一定貢獻）。兩蔣的人權紀錄極差，因此反對去蔣其實就是間接支持威權施暴，紀念兩蔣就是刺傷了許多受害者。
反对去蔣化人士認為，這只是為了選舉考量而進行，因為重大的去蔣化措施執行的時間點，都非常接近台灣重要的選舉。減少造神運動是民主政治的精神，但目前已經由過去的淡化變為移除，因此引起正反兩派較為激烈的衝突。泛藍人士多認為不該全面否定兩蔣對中華民國或者臺灣的貢獻。把兩蔣比做納粹或共產黨的說法，更是讓泛藍或情感上認同兩蔣的人非常反感。
「去蔣化」運動影響了各個層面，在許多民進黨執政的縣市政府大力執行，不但將各地的「中正文化中心」改為「XX市（縣）立文化中心」，許多蔣中正銅像都遭到撤除。
但「去蔣化」運動沒有影響各級以「中正」為名的學校，未有學校因此被改名，因為學校改名後，牽涉到舊校友對新校名的認同問題及學校歷史的割裂問題。